# Thelma Todd
Thelma Alice Todd, känd som bara Thelma Todd och ofta refererad till som The Ice Cream Blonde och Hot Toddy, född 29 juli 1906, död 16 december 1935, var en amerikansk skådespelare. Hon medverkade i 120 filmer mellan 1926 och 1935, men är bäst ihågkommen för sina roller i några Bröderna Marx-filmer.
Todd avled i kolmonoxidförgiftning och hittades död i sin bil av sin hushållerska. Exakt hur Todd dött är ett mysterium. Det spreds rykten om att hon skulle ha blivit mördad.

## Filmografi (i urval)
- 1929 – Hjärtligt ovälkomna
- 1930 – Helan och Halvan i Villa Villervallan
- 1931 – Helan och Halvans förflutna
- 1931 – Falken från Malta
- 1931 – Fyra fräcka fripassagerare
- 1931 – On the Loose
- 1932 – Fyra farliga friare
- 1933 – Värdshuset Göken
- 1936 – Zigenarflickan[4]